# Orca (comics)
Cet article concerne le personnage de DC Comics. Pour le personnage de Marvel Comics, voir Orka. Pour les articles homonymes, voir Orca.
Orca est une super-vilaine appartenant à l’univers de DC Comics, créée par Larry Hama et Scott McDaniel. Elle fait sa première apparition dans le comic book Batman #579 en 2000.
De sa véritable identité Grace Balin, Orca est passionnée par les fonds marins. Elle prend l'apparence d'une orque à la suite d’une expérimentation pour recouvrer l'usage de ses jambes paralysées.

## Biographie fictive
Passionnée des fonds marins, Grace Balin travaille à l'aquarium municipal. Elle est diplômée d'un doctorat de biologie marine, et d'un autre de biomédecine à l'université de Gotham City.
Elle se retrouve paralysée à la suite d'un accident et sans emploi à la suite de la fermeture de l'aquarium municipal. Elle met au point une formule basée sur du tissu de moelle épinière d'orque dans l'espoir de régénérer sa colonne vertébrale et ainsi de recouvrer l'usage de ses jambes, ce qui la transforme en orque.
Elle commence sa carrière de criminelle en volant un diamant appelé la « Flamme de Perse » appartenant au milliardaire véreux Camille Baden-Smythe, dans le but de revendre le joyau à son propriétaire pour recueillir des fonds au profit des nécessiteux. Tentative qui se solde par un échec, Orca tente ensuite d'assassiner le milliardaire mais se fait attaquer par les forces de sécurité de celui-ci, la blessant grièvement.

## Description
Orca possède une force et une vitesse sous-marine surhumaines.

## Œuvres où le personnage apparaît

### Comics
- Batman #579, #580, #581

### Film
Orca est doublée par Laura Kightlinger, en version originale, dans le film animé Lego Batman (2017).

### Jeu vidéo
Orca est présente dans le mode Lego Batman, le film du jeu vidéo Lego Dimensions (2015).